# 成蕙琳
成蕙琳（1937年1月24日—2002年5月18日）是北韓電影演員，被视为朝鲜最高領袖金正日的第二任妻子。成蕙琳生於日治朝鮮慶尚南道昌寧郡，成有慶的二女，由於其父信仰共產主義而在二戰後至韓戰間從南韓遷往北韓，其母是北韓官方報刊《勞動新聞》的編輯。後畢業於平壤話劇電影大學。
她的首任丈夫名為李平，是一位學者，兩人育有一對兒女。1968年，金正日登上白頭山時，和同學的大嫂成蕙琳相遇，頓時被她迷住。1970年10月，金正日與元配洪一天離婚，強迫李平與成蕙琳離婚，並與她開始同居，李平跳大同江自杀。不過，金日成反對這段婚姻，認為電影明星不適合於「第一家庭」，加上成蕙琳曾經結婚和有子女，而且她來自南韓，社會關係複雜，年齡又比金正日大六歲，並不適合他。
1970年代中期，金正日在父親金日成舉辦的晚會上，見到比他小11歲的演員高容姬，迅即被她吸引，從此冷落成蕙琳。自此，成蕙琳健康惡化；1980年代時，她前往莫斯科就医。1996年，她的外甥李漢英协助成蕙琅脱北，期间亦有传闻她叛逃，朝鲜官方隨後否認。
报道指成蕙琳于2002年5月18日去世，據報病死於莫斯科。